# Yesterday and Today
Yesterday and Today è il decimo album in studio dei Beatles pubblicata esclusivamente negli USA nel 1966.

## Brani
Il disco, pubblicato dalla Capitol Records, contiene tracce ancora non pubblicate negli USA tratte dalle versioni britanniche degli album Help! e Rubber Soul, dal recente singolo We Can Work It Out/Day Tripper e dal nuovo album Revolver che sarebbe stato pubblicato nel Regno Unito il mese successivo.

## Accoglienza
Negli Stati Uniti l'album raggiunse la posizione n°1 nella classifica di Billboard il 30 luglio 1966, e venne certificato disco d'oro poco tempo dopo.

## Copertina

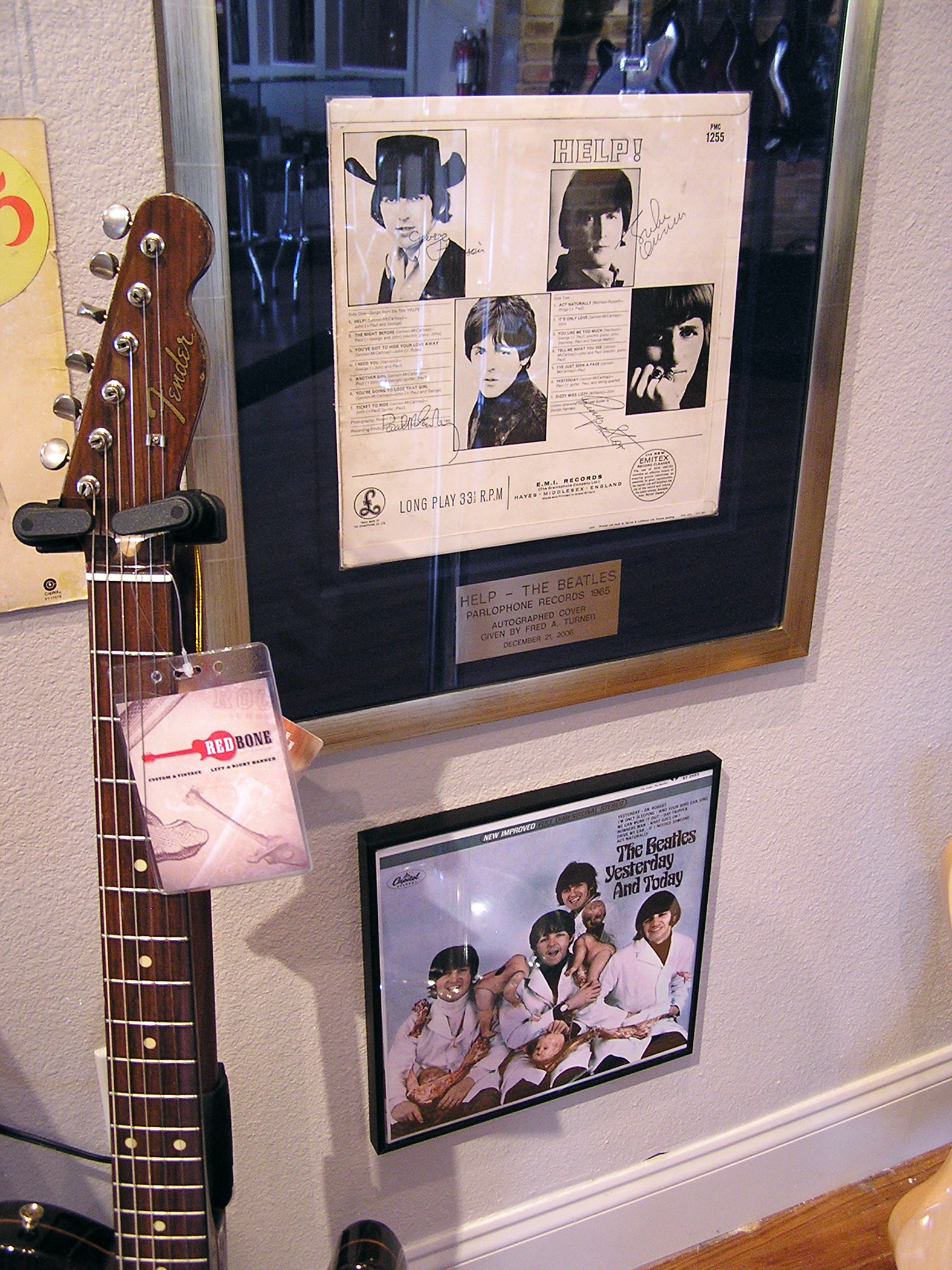
La "Butcher Cover", in basso

La copertina originale presentava una fotografia splatter dei quattro membri del gruppo, in posa con camici da macellaio, alcune bambole fatte a pezzi e abbondanti pezzi di carne, ma venne comunque approvata su richiesta di John Lennon; nonostante ciò, il giorno prima della messa in vendita la Capitol ritirò dal mercato le copie già distribuite ai negozi, vi fece incollare sopra una diversa copertina e rimise in vendita il disco il successivo 20 giugno, che divenne la nuova data ufficiale di uscita. Le rare copie sfuggite a questo procedimento hanno nel tempo raggiunto alte quotazioni di mercato.
A inizio 1966, il fotografo Robert Whitaker fece un servizio fotografico ai Beatles, per una performance artistica di arte concettuale intitolata A Somnambulant Adventure. Nella seduta, Whitaker scattò una serie di foto ai componenti del gruppo che indossavano per l'occasione dei camici da macellaio imbrattati di sangue con addosso pezzi di carne e parti di bambole in plastica smembrate. I Beatles ripetevano da tempo di essere ormai stanchi delle solite foto pubblicitarie, e così avevano deciso di sperimentare qualcosa più in sintonia con il loro caratteristico humour nero. Anche se inizialmente le foto non erano intese per comparire sulla copertina dell'album, i quattro insistettero che una di esse venisse usata a tale scopo. In una intervista del 2002 pubblicata dalla rivista Mojo, l'ex presidente della Capitol Alan W. Livingston, affermò che fu Paul McCartney quello che insistette maggiormente affinché la foto divenisse la copertina per il nuovo album statunitense, e che McCartney descriveva come: «Il nostro commento sulla guerra in Vietnam». Altre interpretazioni intenderebbero la macabra copertina come una manifestazione di protesta da parte del gruppo nei confronti della “macellazione” che i loro prodotti discografici subivano oltreoceano a opera della Capitol.
Negli Stati Uniti, la Capitol Records stampò circa 750 000 copie dell'album con la copertina "da macellaio", in quattro differenti stabilimenti situati in città diverse sia in versione mono che in versione stereo. Le copie in mono furono stampate in numero maggiore. Una piccola parte delle copie stampate fu distribuita ai vari disc jockey e ai maggiori negozi di dischi come copie promozionali. Le reazioni furono immediate:  la Capitol ricevette centinaia di proteste dai negozianti e il disco venne ritirato dal mercato dietro ordine del presidente della EMI, sir Joseph Lockwood. A quel punto il disco era stato già venduto in alcuni negozi ma probabilmente soltanto per un giorno.
La Capitol inizialmente diede ordine di distruggere le copie dell'album ma in seguito, per contenere i costi, si decise di appiccicare una copertina più convenzionale sopra a quella ritirata: la nuova copertina, raffigurante i membri della band che posavano accanto ad un baule da viaggio aperto, venne quindi incollata sopra la "Butcher Cover" e il disco rispedito ai negozi per la distribuzione al dettaglio. Molti possessori di una delle copie ricopertinate cercarono di strappare la nuova copertina così da scoprire quella originale, ma a parte rarissimi casi, i tentativi non fecero che rovinare irrimediabilmente entrambe le copertine, nuova e vecchia.
Le copie originali con la "Butcher Cover" non ricopertinata sono le più rare e raggiungono quotazioni importanti sul mercato dell'antiquariato. Le copie con la nuova copertina incollata sulla "Butcher Cover" sono anch'esse ritenute molto rare e hanno considerevoli quotazioni, mentre le copie ricopertinate alle quali venne strappata la nuova copertina sono le più comuni sul mercato.
Nel 1987, l'allora presidente della Capitol Records, Alan Livingston mise all'asta 24 copie intatte e originali della prima stampa dell'album della sua collezione privata; quando nel giugno 1966 fu dato l'ordine di eliminare la "Butcher Cover", Livingston prese dal magazzino un pacco di LP ancora confezionati prima che venisse loro appiccicata la copertina sostitutiva e li rinchiuse in un armadio a casa sua. Le copie dell'album vennero dapprima messe all'asta dal figlio di Livingston, Peter, durante una "Beatles Convention" al Marriott Hotel vicino al Los Angeles International Airport, il giorno del Ringraziamento del 1987. Queste copie ancora sigillate, 19 in formato mono e 5 in stereo, sono le più rare e preziose copie dell'album esistenti. Nell'aprile 2006, l'Heritage Auction Galleries ha venduto una di queste copie mono durante un'asta a Dallas per circa 39.000 dollari.
Nel 2007 George Martin, il produttore discografico dei Beatles, ricordò che la "Butcher Cover" fu la causa del primo grande dissidio tra lui e la band. Egli aggiunse: «Pensavo che fosse disgustosa e di cattivo gusto ... Suggeriva che fossero pazzi. Cosa che erano, ma non in quel senso.»

### Collegamenti con la teoria sulla morte di Paul McCartney
Nella celebre copertina censurata, sono stati riscontrati numerosi indizi dai sostenitori della leggenda metropolitana sulla morte di Paul McCartney. Ad esempio sul braccio di Paul nella "Butcher Cover", c'è una dentiera (ad indicare i denti che Paul avrebbe perso nell'incidente d'auto). Sempre Paul, porta al polso un orologio che, se guardato con una lente di ingrandimento, segnerebbe l'ora del fatale incidente, le 5 di mattina. George Harrison tiene una testa di bambola vicino a Paul, simbolo delle ferite al capo riportate nello scontro (o eventualmente della decapitazione che avrebbe subito in esso). Ma tutta la copertina simboleggerebbe la natura del terribile incidente. Quando la copertina fu rifatta perché ritenuta "troppo violenta", nella nuova copertina appiccicata su quella vecchia, Paul venne ritratto all'interno di un baule molto simile a una cassa da morto. Sempre in questa foto, per la prima volta nelle foto ufficiali dei Beatles, si vede una cicatrice sul suo labbro superiore (conseguenza di un incidente in motorino realmente accadutogli nel 1965). Tuttavia la data di uscita dell'album è antecedente alla presunta morte del bassista, che secondo i sostenitori della teoria PID, sarebbe avvenuta nel mese di novembre 1966.

## Tracce
Tutte le canzoni sono accreditate a John Lennon e Paul McCartney, eccetto dove indicato.
Lato 1
1. Drive My Car
2. I'm Only Sleeping
3. Nowhere Man
4. Doctor Robert
5. Yesterday
6. Act Naturally (Johnny Russell & Voni Morrison)

Lato 2
1. And Your Bird Can Sing
2. If I Needed Someone (George Harrison)
3. We Can Work It Out
4. What Goes On (Lennon-McCartney-Starkey)
5. Day Tripper